# Nagy-Britannia az 1952. évi téli olimpiai játékokon
Nagy-Britannia a norvégiai Oslóban megrendezett 1952. évi téli olimpiai játékok egyik részt vevő nemzete volt. Az országot az olimpián 3 sportágban 18 sportoló képviselte, akik összesen 1 érmet szereztek.

## Érmesek
| Érem  | Versenyző         | Sportág     | Versenyszám |
| ----- | ----------------- | ----------- | ----------- |
| Arany | Jeannette Altwegg | Műkorcsolya | Női egyéni  |

## Alpesisí
Férfi
| Versenyző           | Versenyszám      | 1. futam      | 1. futam      | 2. futam | 2. futam | Összesítés | Összesítés |
| Versenyző           | Versenyszám      | Idő           | Hely.         | Idő      | Hely.    | Idő        | Helyezés   |
| ------------------- | ---------------- | ------------- | ------------- | -------- | -------- | ---------- | ---------- |
| John Boyagis        | Lesiklás         |               |               |          |          | 2:55,6     | 39.*       |
| John Boyagis        | Műlesiklás       | 1:08,3        | 37.           | kiesett  | kiesett  | kiesett    | kiesett    |
| John Boyagis        | Óriás-műlesiklás |               |               |          |          | 2:52,5     | 43.        |
| Rupert de Larrinaga | Óriás-műlesiklás |               |               |          |          | 3:16,9     | 71.        |
| Noel Harrison       | Lesiklás         |               |               |          |          | 3:21,5     | 58.        |
| Noel Harrison       | Műlesiklás       | nem ért célba | nem ért célba | kiesett  | kiesett  | kiesett    | kiesett    |
| Noel Harrison       | Óriás-műlesiklás |               |               |          |          | 3:24,1     | 74.        |

Női
| Versenyző         | Versenyszám      | 1. futam | 1. futam | 2. futam | 2. futam | Összesítés | Összesítés |
| Versenyző         | Versenyszám      | Idő      | Hely.    | Idő      | Hely.    | Idő        | Helyezés   |
| ----------------- | ---------------- | -------- | -------- | -------- | -------- | ---------- | ---------- |
| Fiona Campbell    | Lesiklás         |          |          |          |          | 2:26,1     | 33.        |
| Fiona Campbell    | Óriás-műlesiklás |          |          |          |          | 2:39,8     | 36.        |
| Hilary Laing      | Lesiklás         |          |          |          |          | kizárták   | kizárták   |
| Hilary Laing      | Műlesiklás       | 1:13,7   | 22.      | 1:14,2   | 30.      | 2:27,9     | 24.        |
| Hilary Laing      | Óriás-műlesiklás |          |          |          |          | 2:20,7     | 24.        |
| Sheena Mackintosh | Lesiklás         |          |          |          |          | 1:58,6     | 26.        |
| Sheena Mackintosh | Műlesiklás       | 1:16,2   | 30.      | 1:13,2   | 28.      | 2:29,4     | 28.        |
| Sheena Mackintosh | Óriás-műlesiklás |          |          |          |          | 2:22,5     | 28.        |
| Vora Mackintosh   | Lesiklás         |          |          |          |          | kizárták   | kizárták   |
| Vora Mackintosh   | Óriás-műlesiklás |          |          |          |          | 2:57,1     | 38.        |

* - egy másik versenyzővel azonos eredményt ért el

## Gyorskorcsolya
| Versenyző      | Versenyszám | Eredmény | Helyezés |
| -------------- | ----------- | -------- | -------- |
| John Hearn     | 1500 m      | 2:40,1~  | 38.      |
| John Hearn     | 5000 m      | 8:47,0   | 17.      |
| John Hearn     | 10 000 m    | 17:41,5  | 10.      |
| Norman Holwell | 500 m       | 45,4     | 21.*     |
| Norman Holwell | 1500 m      | 2:24,5   | 14.      |
| Norman Holwell | 5000 m      | 8:44,5   | 16.      |
| Norman Holwell | 10 000 m    | 18:02,4  | 15.      |
| Bill Jones     | 500 m       | 46,9     | 34.      |
| Bill Jones     | 1500 m      | 2:32,2   | 35.      |
| Bill Jones     | 5000 m      | 9:03,7   | 31.      |

* - egy másik versenyzővel azonos eredményt ért el

~ - a futam során elesett

## Műkorcsolya
| Versenyző                   | Versenyszám | Kötelező elemek   | Kötelező elemek | Kűr               | Kűr   | Összesítés                     | Összesítés                     | Összesítés                     | Összesítés                     | Összesítés                     | Összesítés                     | Összesítés                     | Összesítés                     | Összesítés                     | Összesítés        | Összesítés  | Összesítés | Összesítés |
| Versenyző                   | Versenyszám | Kötelező elemek   | Kötelező elemek | Kűr               | Kűr   | Helyezési pontszámok bírónként | Helyezési pontszámok bírónként | Helyezési pontszámok bírónként | Helyezési pontszámok bírónként | Helyezési pontszámok bírónként | Helyezési pontszámok bírónként | Helyezési pontszámok bírónként | Helyezési pontszámok bírónként | Helyezési pontszámok bírónként | Több. hely. száma | Hely. össz. | Pont       | Helyezés   |
| Versenyző                   | Versenyszám | Több. hely. száma | Hely.           | Több. hely. száma | Hely. | 1                              | 2                              | 3                              | 4                              | 5                              | 6                              | 7                              | 8                              | 9                              | Több. hely. száma | Hely. össz. | Pont       | Helyezés   |
| --------------------------- | ----------- | ----------------- | --------------- | ----------------- | ----- | ------------------------------ | ------------------------------ | ------------------------------ | ------------------------------ | ------------------------------ | ------------------------------ | ------------------------------ | ------------------------------ | ------------------------------ | ----------------- | ----------- | ---------- | ---------- |
| Jeannette Altwegg           | Női egyéni  | 8×1+              | 1.              | 7×5+              | 4.    | 4,0                            | 2,0                            | 1,0                            | 1,0                            | 1,0                            | 1,0                            | 1,0                            | 1,0                            | 2,0                            | 6×1+              | 14,0        | 1455,8     |            |
| Barbara Wyatt               | Női egyéni  | 7×5+              | 5.              | 5×11+             | 11.   | 7,0                            | 7,0                            | 5,0                            | 6,0                            | 6,0                            | 9,0                            | 9,0                            | 7,0                            | 7,0                            | 7×7+              | 63,0        | 1335,4     | 7.         |
| Valda Osborn                | Női egyéni  | 6×7+              | 7.              | 6×13+             | 13.   | 9,0                            | 11,0                           | 11,0                           | 3,0                            | 11,0                           | 12,0                           | 10,0                           | 11,0                           | 11,0                           | 8×11+             | 89,0        | 1302,9     | 11.        |
| Patricia Devries            | Női egyéni  | 6×13+             | 14.             | 7×20+             | 20.   | 15,0                           | 17,0                           | 14,0                           | 17,0                           | 16,0                           | 16,0                           | 17,0                           | 18,0                           | 18,0                           | 7×17+             | 148,0       | 1195,3     | 17.        |
| Jennifer Nicks John Nicks   | Páros       |                   |                 |                   |       | 5,0                            | 5,0                            | 3,0                            | 3,0                            | 4,0                            | 4,0                            | 5,0                            | 4,0                            | 6,0                            | 5×4+              | 39,0        | 95,4       | 4.         |
| Peri Horne Raymond Lockwood | Páros       |                   |                 |                   |       | 10,0                           | 9,0                            | 11,0                           | 10,0                           | 11,0                           | 11,0                           | 11,0                           | 10,0                           | 11,0                           | 9×11+             | 94,0        | 82,2       | 11.        |